# سفارة أوكرانيا في أذربيجان
سفارة أوكرانيا في أذربيجان هي أرفع تمثيل دبلوماسي لدولة أوكرانيا لدى أذربيجان. تقع السفارة في باكو وهي تهدف لتعزيز المصالح الأوكرانية في أذربيجان.

## وصلات خارجية
- الموقع الرسمي
- قائمة سفارات أوكرانيا
- قائمة السفارات في أذربيجان